# جيهان سملال
جيهان سملال (بالفرنسية: Jihane Samlal)‏ (ولدت في 25 ديسمبر 1983، دول، فرنسا) رياضية كانو-كاياك مغربية، متخصصة في سباقات التعرج المائي ك1.

## سيرتها الرياضية
ولدت بفرنسا من أب مغربي وأم فرنسية. اختيرت سنة 2008 ضمن برنامج اعداد رياضيي النخبة المغاربة من طرف اللجنة الأولمبية المغربية. في 2012 فازت ببطولة أفريقيا في الكاياك بجنوب أفريقيا مما أهلها لأن تكون ممثلة أفريقيا والعالم العربي الوحيدة في أولمبياد لندن 2012.

## إنجازاتها
- 2012  جنوب إفريقيا: بطلة أفريقيا في الكاياك
- 2012  المغرب: مشاركة في أولمبياد لندن 2012 بلندن

| رياضي       | الحدث                                                                  | تمهيدي   | تمهيدي    | تمهيدي   | تمهيدي    | تمهيدي | تمهيدي    | نصف النهائي             | نصف النهائي             | نهائي                   | نهائي                   | مجموع                   | الترتيب                 |
| رياضي       | الحدث                                                                  | الجولة 1 | رتبة      | الجولة 2 | رتبة      | مجموع  | رتبة      | التوقيت                 | رتبة                    | التوقيت                 | رتبة                    | مجموع                   | الترتيب                 |
| ----------- | ---------------------------------------------------------------------- | -------- | --------- | -------- | --------- | ------ | --------- | ----------------------- | ----------------------- | ----------------------- | ----------------------- | ----------------------- | ----------------------- |
| جيهان سملال | ركوب الكنو في الألعاب الأولمبية الصيفية 2012 – سيدات متعرج كاياك فردي ‏ | 174.09   | 20 على 21 | 276.32   | 21 على 21 | 174.09 | 21 على 21 | أقصيت من الدور التمهيدي | أقصيت من الدور التمهيدي | أقصيت من الدور التمهيدي | أقصيت من الدور التمهيدي | أقصيت من الدور التمهيدي | أقصيت من الدور التمهيدي |

## روابط خارجية
- جيهان سملال على موقع الاتحاد الدولي للكانو (الإنجليزية)
- جيهان سملال على موقع اللجنة الأولمبية الدولية (الإنجليزية)
- جيهان سملال على موقع أوليمبيديا (الإنجليزية)